# Price (Familienname)
Price ist ein Familienname.

## Namensträger

### A
- A. J. Price, US-amerikanischer Basketballspieler
- Adam Price (Drehbuchautor) (* 1967), dänischer Drehbuchautor
- Adam Price (Politiker) (* 1968), britischer Politiker
- Alan Price (* 1942), britischer Musiker
- Alex Price (Schauspieler), britischer Schauspieler
- Alex Price (DJ), Schweizer DJ, Songwriter und Produzent
- Ali Price (* 1993), schottischer Rugby-Union-Spieler
- Amy Price-Francis (* 1975), kanadische Schauspielerin
- Andrew Price (1854–1909), amerikanischer Politiker
- Anthony Price (1928–2019), britischer Schriftsteller und Journalist
- Anthony W. Price (* 1947), britischer Philosoph und Philosophiehistoriker
- Armintie Ada Price (* 1985), amerikanische Basketballspielerin, siehe Armintie Herrington
- Ashwell Price (* 1981), südafrikanischer Cricketspieler

### B
- Barbara Price Wallach (* 1946), US-amerikanische Altphilologin
- Berwyn Price (* 1951), britischer Hürdenläufer
- Betsy Price (* 1949), US-amerikanische Politikerin
- Big Walter Price (1914–2012), US-amerikanischer Musiker
- Bob Price (1927–2004), US-amerikanischer Politiker
- Brian Price (* 1976), kanadischer Ruderer

### C
- Carey Price (* 1987), kanadischer Eishockeyspieler
- Caroline Price (* 1993), US-amerikanische Tennisspielerin
- Catherine Price (Neurowissenschaftlerin), Neurowissenschaftlerin
- Catherine Price (Journalistin), Journalistin
- Cecil Price-Jones (1863–1943), englischer Mediziner
- Cedric Price (1934–2003), englischer Architekt, Lehrer und Autor
- Chanelle Price (* 1990), US-amerikanische Leichtathletin
- Charles Price (Kartograf) († 1733?), britischer Kartograf und Globenhersteller
- Charles Price (Mediziner) (1776–1853), englischer Mediziner
- Charles C. Price (1913–2001), US-amerikanischer Chemiker
- Charles Melvin Price (1905–1988), US-amerikanischer Politiker
- Charles R. Price (1868–1941), US-amerikanischer Politiker
- Charles Sydney Price (1887–1947), US-amerikanischer Prediger
- Chris Price (* 1960), britischer Fußballspieler
- Christine Price (* 1952), britische Leichtathletin
- Christopher Price (Moderator) (1967–2002), britischer Fernsehmoderator
- Christopher Price (Politiker) (1932–2015), britischer Politiker (Labour Party)
- Clark Price, US-amerikanischer Diplomat
- Clement Price (1945–2014), US-amerikanischer Historiker
- Connie Price-Smith (* 1962), US-amerikanische Leichtathletin

### D
- David Price (Admiral) (1790–1854), britischer Admiral
- David Price (Politiker, 1924) (1924–2014), britischer Politiker
- David Price (Politiker, 1940) (* 1940), US-amerikanischer Politiker
- David Price (Politiker, 1945) (* 1945), kanadischer Politiker
- David Price (Fußballspieler) (* 1955), englischer Fußballspieler
- David Price (Regisseur) (* 1961), US-amerikanischer Regisseur
- David Price (Boxer) (* 1983), englischer Boxer
- David Price (Baseballspieler) (* 1985), US-amerikanischer Baseballspieler
- DeAnna Price (* 1993), US-amerikanische Leichtathletin
- Dennis Price (1915–1973), britischer Schauspieler
- Derek de Solla Price (1922–1983), englischer Wissenschaftshistoriker
- Devon Price, US-amerikanischer Psychologe
- Dorothy Stopford Price (1890–1954), irische Medizinerin und Impfpionierin
- Dick Price (1930–1985), US-amerikanischer Psychologe

### E
- E. Hoffmann Price (1898–1988), US-amerikanischer Schriftsteller
- Eddie Price (1923–2015), britischer Archäologe
- Elizabeth Price (* 1966), britische Künstlerin und Musikerin
- Ellen Price (1878–1968), dänische Tänzerin und Schauspielerin
- Emmett William Price (1896–1965), US-amerikanischer Helminthologe
- Emory H. Price (1899–1976), amerikanischer Politiker
- Eric Price (* 1974), US-amerikanischer Schauspieler und Komiker
- Erin Leigh Price, Schauspielerin
- Erwin Price (um 1923–2015), US-amerikanischer Posaunist

### F
- Felicity Price, australische Schauspielerin und Drehbuchautorin
- Florence Price (1887–1953), US-amerikanische Komponistin
- Franziska Meyer Price (* 1962), deutsche Regisseurin
- Fred R. Price (um 1927–2015), US-amerikanischer Bühnenbildner
- Frederick K. C. Price (1932–2021), US-amerikanischer Pastor und Fernsehprediger

### G
- G. David Price (* 1956), britischer Geophysiker
- G. Ward Price (George Ward Price; 1886–1961), britischer Journalist
- Gabriella Price (* 2003), US-amerikanische Tennisspielerin
- George Cadle Price (1919–2011), belizischer Politiker
- George Lawrence Price (1892–1918), kanadischer Soldat
- George McCready Price (1870–1963), kanadischer Kreationist
- George R. Price (1922–1975), US-amerikanischer Genetiker
- Gerwyn Price (* 1985), walisischer Rugbyspieler und Dartspieler
- Graham Price (* 1951), walisischer Rugby-Union-Spieler

### H
- Hal Price (1886–1964), US-amerikanischer Schauspiele
- Harry Price (1881–1948), britischer Parapsychologe
- Henry Habberley Price (1899–1984), britischer Philosoph
- Hiram Price (1814–1901), amerikanischer Politiker
- Hollis Price (* 1979), amerikanischer Basketballspieler
- Hugh Price († 1574), Jurist, Gründer des Jesus College in Oxford
- Hugh H. Price (1859–1904), amerikanischer Politiker
- Huw Price (1953), australischer Philosoph

### I
- Irene Price (1902–1999), US-amerikanische Mathematikerin und Hochschullehrerin
- Isaac Price (* 2003), nordirischer Fußballspieler

### J
- Jack Price (Fußballspieler, 1877) (John Leonard Price; 1877–1945), englischer Fußballspieler
- Jack Price (Leichtathlet) (1884–1965), britischer Leichtathlet
- Jack Price (Fußballspieler, 1900) (John William Price; 1900–1984), englischer Fußballspieler
- Jack Price (Fußballspieler, 1918) (John Price; 1918–2013), englischer Fußballspieler
- Jack Price (Fußballspieler, 1932) (John David Price; * 1932), englischer Fußballspieler
- Jack Price (Eishockeyspieler) (John Rees Price; 1932–2011), kanadischer Eishockeyspieler
- Jack Price (Fußballspieler, 1992) (Jack Alexander Price; * 1992), englischer Fußballspieler
- James Price (Chemiker) (1752–1783), britischer Chemiker
- James Price (Komponist) (* 1959), dänischer Komponist und Dirigent
- James Price (Szenenbildner), britischer Szenenbildner
- James H. Price (1878–1943), US-amerikanischer Politiker
- Jason Price (* 1978), amerikanischer Basketballspieler
- Jean Price-Mars (1876–1969), haïtianischer Mediziner, Ethnologe, Diplomat, Politiker, Pädagoge und Schriftsteller
- Jesse Price (1863–1939), amerikanischer Politiker
- Jill Price (* 1965), amerikanische Schriftstellerin
- Jim Price (Baseballspieler) (1941–2023), US-amerikanischer Baseballspieler
- Jim Price (Musiker) (* 1945), US-amerikanischer Musiker
- Jim Price (Basketballspieler) (* 1949), US-amerikanischer Basketballspieler
- Jim Price (Footballspieler) (* 1966), US-amerikanischer American-Football-Spieler
- Johan Price-Pejtersen (* 1999), dänischer Radrennfahrer
- John Price (Fußballspieler, 1854) (1854–1907), walisischer Fußballspieler
- John Price (Politiker) (1882–1941), australischer Politiker
- John Price (Cricketspieler, 1908) (1908–1995), englischer Cricketspieler
- John Price (Schauspieler, 1913) (1913–1996), dänischer Schauspieler
- John Price (Segler) (1920–1991), US-amerikanischer Segler
- John Price (Diplomat) (* 1934), US-amerikanischer Diplomat
- John Price (Fußballspieler, 1936) (* 1936), walisischer Fußballspieler
- John Price (Cricketspieler, 1937) (* 1937), englischer Cricketspieler
- John Price (Schauspieler, 1943) (1943–1987), britischer Schauspieler
- John Price (Fußballspieler, 1960) (* 1960), englischer Fußballspieler
- John Price (Ruderer) (* 1987), australischer Ruderer
- John D. Price (1892–1957), US-amerikanischer Admiral der US Navy
- John G. Price (1871–1930), US-amerikanischer Jurist und Politiker
- Jonelle Price (* 1980), neuseeländische Vielseitigkeitsreiterin
- Joseph Price (* 1963), US-amerikanisch-französischer Basketballspieler
- Julius Price (1833–1893), russisch-österreichischer Tänzer

### K
- Katie Price (* 1978), britisches Fotomodell, englische Sängerin und Unternehmerin
- Kenneth Price (1935–2012), US-amerikanischer Künstler
- Kirsten Price (Sängerin), US-amerikanische Sängerin und Schauspielerin
- Kirsten Price (Pornodarstellerin) (* 1981), US-amerikanische Pornodarstellerin

### L
- Lauren Price (* 1994), walisische Boxerin
- Leo Price (* 1935), amerikanischer Songwriter
- Leolin Price (1924–2013), britischer Jurist
- Leontyne Price (* 1927), amerikanische Sängerin (Sopran)
- Lindsay Price (* 1976), amerikanische Schauspielerin
- Lissa Price (* 1950), amerikanische Autorin und Drehbuchautorin
- Llewellyn Ivor Price (1905–1980), brasilianischer Paläontologe
- Lloyd Price (1933–2021), amerikanischer Sänger
- Lonny Price (* 1959), amerikanischer Schauspieler und Regisseur

### M
- M. Philips Price (1885–1973), britischer Politiker (Labour)
- Madeline Price (* 1995), kanadische Leichtathletin
- Malcolm Price (* 1937), walisischer Rugby-Union-Spieler
- Margaret Price (1941–2011), walisische Sängerin (Sopran)
- Margo Price (* 1983), amerikanische Country-Sängerin und Liedermacherin
- Mark Price (* 1964), amerikanischer Basketballspieler
- Martin Price (Literaturwissenschaftler) (Maximilian Martin Price; 1920–2010), US-amerikanischer Literaturwissenschaftler
- Martin F. Price (Martin Francis Price; * 1957), britisch-kanadischer Geograph und Gebirgsforscher
- Martin Jessop Price (1939–1995), britischer Numismatiker
- Mary Elizabeth Price (1877–1965), US-amerikanische Malerin
- Mary Victoria Price (* 1962), US-amerikanische Autorin
- Marybeth Sant-Price (* 1995), US-amerikanische Sprinterin
- Megyn Price (* 1971), amerikanische Schauspielerin
- Melissa Price (Politikerin) (* 1963), australische Politikerin
- Melissa Price (Leichtathletin) (* 1977), US-amerikanische Stabhochspringerin
- Melissa Price (Schauspielerin), Schauspielerin
- Melissa Price, Geburtsname von Melissa Myerscough (* 1979), US-amerikanische Hammerwerferin
- Michael Price (Basketballspieler) (Mike Price; * 1948), US-amerikanischer Basketballspieler
- Michael Price (Schiedsrichter), US-amerikanischer Basketballschiedsrichter
- Michael Price (Drehbuchautor), US-amerikanischer Drehbuchautor und Produzent
- Michael Price (Komponist), britischer Filmkomponist
- Michael P. Price (* 1938), US-amerikanischer Theaterregisseur
- Mick Price (* 1966), englischer Snookerspieler
- Molly Price (* 1966), amerikanische Schauspielerin
- Munro Price (* 1963), britischer Neuzeithistoriker und Hochschullehrer

### N
- Nancy Price (Schauspielerin) (1880–1970), britische Schauspielerin und Autorin
- Nancy Price (Autorin) (1925–2023), US-amerikanische Schriftstellerin
- Neville Price (1929–1980), südafrikanischer Weitspringer
- Nick Price (Golfspieler) (* 1957), südafrikanisch-simbabwischer Golfspieler
- Nick Price (Schauspieler) (* 1993), US-amerikanischer Schauspieler
- Noel Price (Eishockeyspieler) (Garry Noel Price; * 1935), kanadischer Eishockeyspieler
- Noel Price (Produzent), australischer Fernsehproduzent, Fernsehregisseur und Drehbuchautor

### O
- Olivia Price (* 1992), australische Seglerin

### P
- Pamela Vandyke Price (1923–2014), britische Sommelière und Autorin
- Pat Price (* 1955), kanadischer Eishockeyspieler
- Paul Price (Schauspieler) (1933–2012), US-amerikanischer Schauspieler
- Paul Price (Fußballspieler) (* 1954), englischer Fußballspieler
- Paul Price (Rollkunstläufer) (* 1961 oder 1962), US-amerikanischer Rollkunstläufer
- Paul Price (Squashspieler) (* 1976), australischer Squashspieler
- Paul B. Price († 2012), US-amerikanischer Schauspieler
- Peter Price (Fußballspieler, 1932) (1932–2015), schottischer Fußballspieler
- Peter Price (Politiker) (* 1942), britischer Politiker
- Peter Price (Bischof) (* 1944), britischer Geistlicher, Bischof von Bath und Wells
- Peter Price (Fußballspieler, 1949) (* 1949), walisischer Fußballspieler
- Petrina Price (* 1984), australische Hochspringerin

### R
- Ray Price (Rugbyspieler, 1924) (* 1924), walisischer Rugbyspieler
- Ray Price (Musiker) (1926–2013), US-amerikanischer Sänger, Songwriter und Gitarrist
- Ray Price (Redenschreiber) (* 1930), US-amerikanischer Redenschreiber
- Ray Price (Rennfahrer) (1937–2015), US-amerikanischer Motorradrennfahrer und -designer
- Ray Price (Fußballspieler, 1944) (1944–1990), englischer Fußballspieler
- Ray Price (Fußballspieler, 1948) (* 1948), englischer Fußballspieler
- Ray Price (Basketballspieler) (* 1953), US-amerikanischer Basketballspieler
- Ray Price (Rugbyspieler, 1953) (* 1953), australischer Rugby-League-Spieler
- Ray Price (Cricketspieler) (* 1976), simbabwischer Cricketspieler
- Raymond A. Price (* 1933), kanadischer Geologe
- Rena Price (1916–2013), US-amerikanische Hausfrau
- Renée Price, US-amerikanische Kunsthistorikerin
- Reynolds Price (1933–2011), US-amerikanischer Schriftsteller und Literaturwissenschaftler

- Richard Price (Philosoph) (1723–1791), walisischer Philosoph
- Richard Price (1930–1985), US-amerikanischer Psychologe, siehe Dick Price
- Richard Price (Anthropologe) (* 1941), US-amerikanischer Anthropologe und Historiker
- Richard Price (Historiker) (* 1947), britischer Kirchenhistoriker
- Richard Price (Schriftsteller) (* 1949), US-amerikanischer Schriftsteller und Drehbuchautor
- Richard Price (Basketballspieler) (* 1976), US-amerikanischer Basketballspieler
- Robert M. Price (* 1954), amerikanischer Theologe
- Roberto Salinas Price (1938–2012), mexikanischer Homer-Gelehrter
- Rodman M. Price (1816–1894), amerikanischer Politiker
- Roger J. Price (1934–2011), US-amerikanischer Generalmajor
- Ronald Farren-Price (* 1930), australischer Pianist
- Ross Price (* 1929), australischer Leichtathlet
- Ruth Price (* 1938), amerikanische Jazz-Sängerin

### S
- Sally Price (Anthropologin) (* 1943), US-amerikanische Anthropologin
- Sally Price (Chemikerin) (* 1956), britische Chemikerin
- Sammy Price (1908–1992), US-amerikanischer Pianist
- Samuel Price (1805–1884), amerikanischer Politiker
- Sandra Reynolds Price (* 1934), südafrikanische Tennisspielerin, siehe Sandra Reynolds
- Scott Price (* 1962), US-amerikanischer Politiker
- Sean Price (1972–2015), US-amerikanischer Rapper
- Seth Price (* 1973), palästinensischer Multimediakünstler
- Simeon Price (1882–1945), US-amerikanischer Golfer
- Simon R. F. Price (1954–2011), britischer Althistoriker
- Sterling Price (1809–1867), amerikanischer Politiker und Militär
- Steven Price (* 1977), britischer Filmmusikkomponist
- Stuart Price (* 1977), britischer Musiker
- Sue Price (* 1965), US-amerikanische Bodybuilderin und Schauspielerin

### T
- Terry Price (1945–1993), walisischer Rugby-Union-Spieler
- Thomas Price (Bischof) (1599–1685), irischer Geistlicher, Erzbischof von Cashel
- Thomas Price (Gouverneur, Ghana), britischer Kolonialgouverneur
- Thomas Price (Herausgeber), britischer Herausgeber
- Thomas Price (Gouverneur, Britische Jungferninseln), britischer Kolonialgouverneur
- Thomas Price (Politiker, 1852) (1852–1909), australischer Politiker
- Thomas Price (Politikwissenschaftler) (1907–1988), britischer Politikwissenschaftler
- Thomas Price (Ruderer) (* 1933), US-amerikanischer Ruderer
- Thomas Frederick Price (1860–1919), US-amerikanischer Missionar
- Thomas Lawson Price (1809–1870), US-amerikanischer Politiker
- Thomas Slater Price (1875–1949), britischer Chemiker
- Tinsley Price (* 2012), US-amerikanische Schauspielerin
- Toby Price (* 1987), australischer Motorradrennfahrer
- Tom Price (Politiker, 1902) (1902–1973), US-amerikanischer Politiker
- Tom Price (Politiker, 1954) (* 1954), US-amerikanischer Politiker
- Tom Price (Eishockeyspieler) (* 1954), kanadischer Eishockeyspieler
- Tom Price (Schauspieler) (* 1980), britischer Schauspieler
- Tommy Price (1911–1997), britischer Speedwayfahrer

### V
- Victoria Curzon-Price (* 1942), Schweizer Wirtschaftswissenschaftlerin und Hochschullehrerin
- Vincent Price (1911–1993), amerikanischer Schauspieler
- Vivienne Price (1931–2014), britische Musikpädagogin und Orchestergründerin

### W
- Weston Price (1870–1948), amerikanischer Zahnarzt und Ernährungswissenschaftler
- William C. Price (1816–1901), US-amerikanischer Jurist und Politiker
- William Lake Price (1810–1896), englischer Aquarellist, Lithograf und Fotograf
- William P. Price (1835–1908), amerikanischer Politiker
- William S. Price, amerikanischer Unternehmer
- William T. Price (1824–1886), amerikanischer Politiker
- William Price (Mediziner) (1800–1893), walisischer Mediziner